# Aceite de cedro

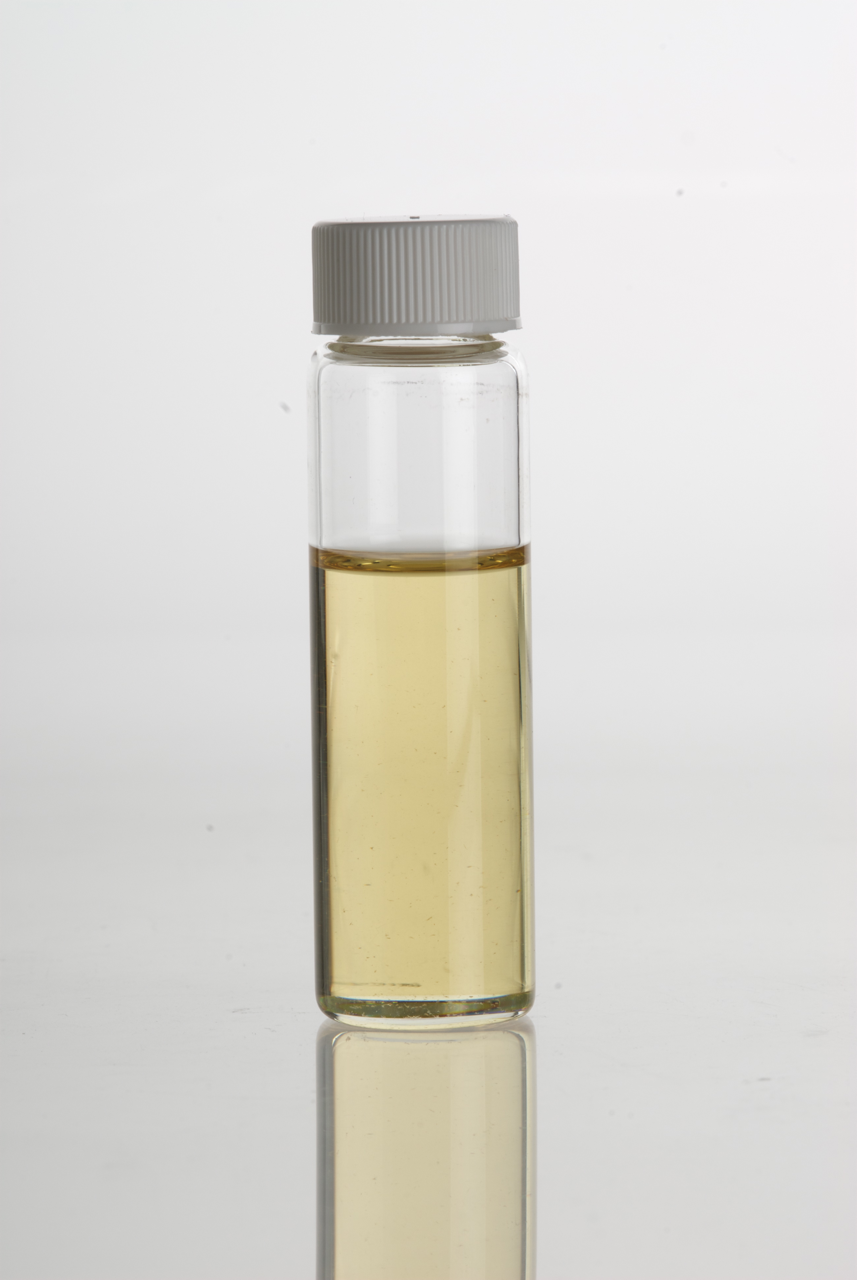
Aceite de Cedro.

El Aceite de cedro se utilizó como base para las pinturas de los antiguos sumerios. Se molían los compuestos de cobalto en un mortero para producir un pigmento azul. Podrían obtener el color verde del cobre, el amarillo de antimoniato de plomo, el negro del carbón de leña, y el blanco de yeso.
Hoy en día, el aceite de cedro es a menudo utilizado por sus propiedades aromáticas, sobre todo en la aromaterapia.
También se usa como repelente de insectos.
El aceite de cedro también se puede utilizar para renovar el olor de los muebles de cedro natural.
Los aceites más importantes de este grupo son producidos a partir de la destilación de la madera de una serie de enebros diferentes y cipreses (Juniperus y Cupressus spp.), En lugar de cedro real (Cedrus spp.). Un aceite de hoja de cedro se destila de Thuja occidentalis.
Los aceites de madera de cedro tienen característicos olores leñosos que pueden cambiar algo en el curso de la desecación. Los aceites crudos son a menudo de color amarillento o incluso un color más oscuro y algunos, como el aceite de madera de cedro de Texas, son muy viscosos y se deposita cristalizado con el tiempo. Se usan en una gama de aplicaciones tales como la fragancia de perfumes de jabones, aerosoles de la casa, ceras para pisos y los insecticidas. 
Todos los aceites de madera de cedro comerciales contienen un grupo de compuestos químicamente relacionados, las proporciones relativas de estos dependen de las especies vegetales de las que se obtiene el aceite. Estos compuestos incluyen cedrol y cedreno, que aportan algo al olor del aceite del conjunto, son también valiosos para la industria química para la conversión a otros derivados. Los aceites que se emplean directamente y como fuentes de productos químicos aislados.
En la India, el aceite de Cedrus deodara ha demostrado que posee propiedades insecticidas y antihongos y algún potencial para el control del deterioro por hongos de las especias durante el almacenamiento.
Uno de los tres métodos de las antiguas prácticas de embalsamamiento de Egipto utiliza el aceite de cedro. Este fue un método menos costoso que la más conocida de las prácticas del antiguo Egipto de la extracción de órganos internos para la conservación por separado en vasos canopos. También sirve para usarlo en los microscopios para ver mejor algunos objetos secos.
El aceite se utiliza como antibacteriano y fungicida.